# 北海道警察学校
北海道警察学校（ほっかいどうけいさつがっこう、Hokkaido Prefectural Police School）は、北海道警察が警察官の教育、育成を図ることを目的に設置した施設である。
なお、道警の管轄区域と警察庁の地方機関である管区警察局の管轄区域は同一であり、道警を管轄する警察庁の地方機関は存在しておらず、道警がその役割を担っていることから、「管区警察学校」も設置されていないことから、新人警察官の教育とともに巡査部長および警部補の教育も同校が行っている。

## 所在地
北海道札幌市南区真駒内南町5丁目1番7号

## 沿革
- 1887年（明治20年）7月 - 函館に巡査教習所を創設
- 1891年（明治24年）9月 - 札幌に巡査教習所を創設
- 1924年（大正13年）4月 - 巡査教習所を廃止し、道庁警察部の附置機関として北海道庁警察練習所を設置
- 1947年（昭和22年）12月 - 北海道庁警察練習所庁舎を受け継ぎ北海道警察学校を開校
- 1948年（昭和23年）3月 - 札幌警察管区本部に札幌管区警察学校を設置
- 1954年（昭和29年）9月 - 札幌管区警察学校を廃止し、北海道警察学校を設置

- 1958年（昭和33年）12月 - 札幌郡豊平町真駒内17番地に移転
- 1959年（昭和34年）11月 - 機動隊を学校敷地内に移転
- 1968年（昭和43年）11月 - 真駒内南町5丁目1-7の現在地に移転新築
- 1973年（昭和48年）9月 - 殉職警察官の碑を中島公園から学校敷地内に移設
- 2015年（平成27年）8月 - 生徒寮「北寮」が竣工
- 2019年（令和元年）9月 - 術科棟が竣工
- 2023年（令和5年）9月 - 本館を移転

## 組織
- 校長 - 階級が警視正の警察官が着任する。2012年4月には不祥事防止対策の一つとして、篠原英樹警視正(警察庁採用)が就任したが、これまで通り2014年3月からは道警採用の警察官が着任した。
- 副校長（警視）
- 庶務部
  - 庶務課
  - 会計課
- 初任部（初任科などの学生の教養および生活指導など）
  - 教務科
  - 学生科
- 教務部
  - 教務科
  - 総務・警務科
  - 刑事・生活安全科
  - 地域・交通科
  - 警備科
- 指導部
  - 学生科（巡査部長および警部補などの任用科などの学生の職務倫理教養など）
- 術科室（拳銃・柔道・剣道・逮捕術などの教育訓練）
  - 術科第一科
  - 術科第二科